# Square the Circle
Albums de Mami Kawada
Linkage
(2010) Parablepsia
(2015)
Compilations par Mami Kawada
Mami Kawada Best -Birth-
(2013)
Singles
Square The Circle est le 4e album de Mami Kawada, sorti sous le label Geneon Entertainment le 8 août 2012 au Japon.

## Présentation
Il atteint la 22e place du classement de l'Oricon et reste classé pendant 4 semaines. Il contient 3 de ces derniers singles, No buts!, See visionS et Serment.

## Liste des titres
| 1.  | Square The Circle                      | 5:25 |
| 2.  | No buts!                               | 3:37 |
| 3.  | My buddy                               | 4:30 |
| 4.  | Don't stop me now!                     | 4:07 |
| 5.  | Clap!Clap!Clap!                        | 4:31 |
| 6.  | Usual...                               | 3:38 |
| 7.  | See visionS                            | 5:24 |
| 8.  | Live a lie                             | 6:21 |
| 9.  | Midnight trip // memories of childhood | 4:11 |
| 10. | Rasen Kaidan (らせん階段)              | 4:47 |
| 11. | F                                      | 5:50 |
| 12. | Going back to square one               | 3:50 |
| 13. | Serment                                | 4:10 |

| 1. | Hishoku no Sora (PV) (緋色の空)    |       |
| 2. | Seed                               |       |
| 3. | Portamento                         |       |
| 4. | Making of Square The Circle (film) | 32:00 |